# Lubske, Makariv
Lubske (în ucraineană Лубське) este un sat în comuna Bîșiv din raionul Makariv, regiunea Kiev, Ucraina.

## Demografie
Componența lingvistică a localității Lubske
     Ucraineană (100%)
Conform recensământului din 2001, toată populația localității Lubske era vorbitoare de ucraineană (100%).